# Microxenops milleri
Microxenops milleri е вид птица от семейство Furnariidae, единствен представител на род Microxenops.

## Разпространение
Видът е разпространен в Боливия, Бразилия, Венецуела, Еквадор, Колумбия, Перу, Суринам и Френска Гвиана.